# 산양일주로
산양일주로(Sanyangilju-ro)는 경상남도 통영시 산양읍에서 거제시 미수동을 잇는 도로이다.

## 주요 경유지
경상남도
- 통영시 (산양읍 - 미수동)

## 노선
전 구간 지방도 제1021호선에 속하므로 이에 대한 별도 표기는 생략한다
| 이름          | 접속 노선                      | 소재지        | 소재지        | 비고          |
| 도남로와 직결 | 도남로와 직결                  | 도남로와 직결 | 도남로와 직결 | 도남로와 직결 |
| ------------- | ------------------------------ | ------------- | ------------- | ------------- |
| (이름없음)    | 담안길                         | 통영시        | 산양읍        |               |
| 신전삼거리    | 산양중앙길                     | 통영시        | 산양읍        |               |
| 새밭이고개    |                                | 통영시        | 산양읍        |               |
| 물맞이고개    |                                | 통영시        | 산양읍        |               |
| 삼덕삼거리    | 산양중앙로                     | 통영시        | 산양읍        |               |
| (이름없음)    | 지방도 제1021호선 (풍화일주로) | 통영시        | 산양읍        |               |
| 가는이고개    |                                | 통영시        | 미수동        |               |
| 미수로와 직결 |                                |               |               |               |

## 주요 건물 및 시설
- 영운마을회관 (산양일주로 285/영운리 668-6)
- CU 통영바다사랑점 (산양일주로 313/영운리 529-1)
- 신봉마을경로당 (산양일주로 557/신전리 324-15)
- 달아마을회관 (산양일주로 1026/미남리 800-2)
- GS25 통영연명항점 (산양일주로 1219/연화리 205-2)
- 중화회관 (산양일주로 1434/연화리 883-8)
- CU 통영바다풍차점 (산양일주로 1468/연화리 699-3)
- 삼덕출장소 (산양일주로 1561/삼덕리 372-5)
- GS25 통영삼덕항점 (산양일주로 1566/삼덕리 371)
- GS칼텍스 산양주유소 (산양일주로 1692/남평리 1359-3)
- CU 통영산양일주로점 (산양일주로 1697/남평리 548)